# Thomas Whiffen
Thomas Oliver Whiffen (* 9. dubna 2003 Wahroonga, Nový Jižní Wales, Austrálie) je australský fotbalový záložník, hrající v australském celku Sydney Olympic FC.

## Klubová kariéra
Whiffen je odchovanec australského celku Sydney United 58 FC, kde si prošel mnohými věkovými kategoriemi.

### NK Kustošija Zagreb
Dne 14. února 2022 se ukázal fanouškům po přestupu z australského manšaftu do toho záhřebského. Skoro celé působení v klubu hrál za mládežnické kategorie. O rok později tento klub opustil.

### SFC Opava
Dne 20. února 2023 přestoupil do Slezského FC Opava. Sportovním manažerem Jaroslavem Kolínkem je považován za velký talent, ale i přesto dostal v první sezóně prostor jen v pěti ligových zápasech. V následujících sezonách nastupoval spíše v divizní rezervě. Dne 30. prosince 2024 se s opavským vedením dohodl na předčasném konci v tomto klubu.

### Sydney Olympic FC
Dne 7. února 2025, po návratu do jeho vlasti, podepsal smlouvu v poloprofesionálním druholigovém celku Sydney Olympic. Debut zaznamenal hned o den později, kdy nastupoval v 82. minutě.

## Statistiky
| Sezóna  | Klub      | Soutěž  | Odehrané zápasy | Góly | Odehrané minuty |
| ------- | --------- | ------- | --------------- | ---- | --------------- |
| 2022/23 | SFC Opava | F:NL    | 5               | 0    | 156'            |
| 2023/24 | SFC Opava | F:NL    | 4               | 0    | 29'             |
| 2023/24 | SFC Opava | MOL Cup | 2               | 0    | 101'            |
| 2024/25 | SFC Opava | CHNL    | 1               | 0    | 7'              |
| 2024/25 | SFC Opava | MOL Cup | 1               | 0    | 45'             |